# Real Instituto Universitario de Estudios Europeos (Universidad San Pablo-CEU)
El Real Instituto Universitario de Estudios Europeos, abreviado IDEE, es un centro de investigación de la Universidad CEU San Pablo creado en noviembre de 1999 bajo la presidencia de Marcelino Oreja Aguirre.
Entre sus objetivos se encuentran: la investigación en el campo de las relaciones internacionales y de la Unión Europea, el intercambio y la formación científicas con otros centros de investigación, la difusión y enseñanza de los asuntos europeos, el desarrollo de programas de investigación en colaboración con entidades tanto públicas como privadas así como la organización de actividades relacionadas con cuestiones europeas e internacionales.

## Actividades

### Máster Universitario en Unión Europea
Su programa máster aborda las políticas y las acciones de la Unión desde una perspectiva multidisciplinar con aspectos relacionados con el pensamiento filosófico en torno a la idea de "Europa", su historia, el entramado institucional europeo, el funcionamiento del mercado interior, las políticas económicas, el pilar social o las políticas sociales. El Máster está organizado con la colaboración de la Fundación Ortega-Marañón.

### Máster Universitario en Relaciones Internacionales
El programa aborda un estudio de las relaciones internacionales con aspectos relacionados con el estado sociedad internacional contemporánea, la historia, la cultura y los diferentes polos de poder regional. El máster ha sido reconocido como uno de los mejores másteres en la materia por diferentes publicaciones españolas como El Mundo o Expansión.

## Centros Especializados
El Real Instituto Universitario de Estudios Europeos de la Universidad CEU San Pablo cuenta con tres centros especializados. 

### Centro de Política de la Competencia y Regulación (CPCR)
El Centro de Política de la Competencia y Regulación (CPCR) es la sección del Real Instituto Universitario de Estudios Europeos especializada en el estudio del Derecho y la Política de la Competencia de la Unión Europea. 

### Centro Internacional de Arbitraje, Mediación y Negociación (CIAMEN)
El Centro Internacional de Arbitraje, Mediación y Negociación (CIAMEN), adscrito al Real Instituto de Estudios Europeos es un centro académico de investigación, docencia y divulgación de cuestiones relacionadas con el arbitraje y los métodos alternativos de resolución de conflictos.

### Centro de Documentación Europea (CDE)
El Centro de Documentación Europea (CDE) de la Universidad CEU San Pablo es una biblioteca especializada en temas relacionados con la Unión Europea. Fue inaugurado en octubre de 1995 y forma parte de la red de centros de información creados por la Comisión Europea con el propósito de acercar a los ciudadanos la información y la documentación comunitarias.

## Publicaciones

### Colección "Raíces de Europa"
La colección está dedicada a personajes cuya trayectoria ha contribuido de manera significativa al desarrollo del proyecto de construcción europea como: Jean Monnet, Robert Schuman, Alcide De Gasperi, Konrad Adenauer, Winston Churchill o Helmut Kohl.